# Mona Sutphen
Mona Sutphen, född 10 november 1967, är en amerikansk politiker, affärskvinna och författare. Hon var biträdande stabschef (eng. Deputy Chief of Staff) i Vita huset.
Mona Sutphen är av delvis afroamerikansk, delvis judisk bakgrund.